# Dierersdorf
Dierersdorf ist ein Gemeindeteil der Gemeinde Burgoberbach im Landkreis Ansbach (Mittelfranken, Bayern). Die Gemarkung Dierersdorf hat eine Fläche von 1,308 km². Sie ist in 207 Flurstücke aufgeteilt, die eine durchschnittliche Fläche von 6317,69 m² haben. In ihr liegt neben dem namensgebenden Ort der Gemeindeteil Gerersdorf.

## Geografie
0,75 km nordwestlich des Dorfes liegt der Steinbachforst, 0,5 km südwestlich das Waldgebiet Ratzengarten und im Norden liegt das Flurgebiet In der Röthelgasse. Eine Gemeindeverbindungsstraße führt nach Neuses (1 km nördlich) bzw. nach Gerersdorf zur Staatsstraße 2221 (0,9 km östlich).

## Geschichte
In einer Urkunde aus dem Jahr 1376 wurde der Ort als „Tyrolßdorf“ erstmals erwähnt. Heinrich Schenk von Lutershusen verkaufte Heinrich, Erzbischof von Anvaraze, unter anderem Güter in diesem Ort. Dieser wiederum schenkte sie dem Kloster Heilsbronn.
Der Ort lag im Fraischbezirk des Oberamtes Ansbach. Gegen Ende des 18. Jahrhunderts gab es in Dierersdorf 12 Untertansfamilien, von denen neun ansbachisch waren, zwei hatten das eichstättische Stadtvogteiamt Herrieden als Grundherrn. Von 1797 bis 1808 unterstand der Ort dem Justiz- und Kammeramt Ansbach.
Im Rahmen des Gemeindeedikts wurde Dierersdorf dem 1808 gebildeten Steuerdistrikt Burgoberbach und der wenig später gegründeten Ruralgemeinde Burgoberbach zugeordnet. Mit dem Zweiten Gemeindeedikt (1818) entstand die Ruralgemeinde Dierersdorf, zu der Gerersdorf gehörte. Sie war in Verwaltung und Gerichtsbarkeit dem Landgericht Herrieden zugeordnet und in der Finanzverwaltung dem Rentamt Herrieden. Spätestens 1846 wurden Dierersdorf und Gerersdorf nach Neuses eingemeindet. Am 1. Januar 1972 wurde diese im Zuge der Gebietsreform in Bayern nach Burgoberbach eingemeindet.

## Einwohnerentwicklung
| Jahr      | 001818 | 001840 | 001861 | 001871 | 001885 | 001900 | 001925 | 001950 | 001961 | 001970 | 001987 |
| Einwohner | 69     | 64     | 67     | 65     | 53     | 48     | 55     | 69     | 61     | 59     | 70     |
| Häuser    | 16     | 12     |        |        | 12     | 12     | 11     | 11     | 13     |        | 16     |
| Quelle    | [ 13 ] | [ 10 ] | [ 14 ] | [ 15 ] | [ 16 ] | [ 17 ] | [ 18 ] | [ 19 ] | [ 20 ] | [ 21 ] | [ 1 ]  |

## Religion
Der Ort ist seit der Reformation evangelisch-lutherisch geprägt und bis heute nach Sommersdorf gepfarrt. Die Einwohner römisch-katholischer Konfession sind nach Mariä Heimsuchung (Rauenzell) gepfarrt.